# Дацюк Роман Михайлович
Рома́н Миха́йлович Дацю́к (нар. 7 вересня 1988, Костопіль, Рівненська область) — український футболіст і футзаліст, нападник.

## Біографія
Вихованець ДЮСШ КОЛІСП «Штурм» міста Костопіль, перший тренер Шибковський А.О. Впродовж 2002–2003 років виступав в ДЮФЛ за «Ізотоп» (Кузнецовськ).

### Футзал
До професійного футболу, Роман грав у футзал. У 2008–2010 роках виступав за «Кардинал», де провів 22 матчі, забивши при цьому 8 голів. У сезоні 2010-2011 грав за польську футзальну команду ТПГ «Полковіце», потім за ковельську футзальну команду «Шанс-Авто».

### Футбол
Впродовж 2012—2014 років виступав за «Славутич» (Черкаси), де загалом провів 87 матчів і відзначився 21 голами. У Черкасах під керівництвом Юрія Бакалова, Роман разом із командою дійшли до півфінальної стадії Кубка України. 
У лютому 2015 року підписав контракт із клубом «Сталь» (Кам'янське), у складі якої став срібний призер Першої ліги України. Улітку 2015 року перейшов до складу «Гірника» з міста Кривий Ріг. 23 червня 2016 року отримав статус вільного агента через зняття команди з турніру. 9 липня 2016 року підписав контракт з «Буковиною». 1 грудня 2016 року припинив співпрацю з чернівецькою командою. У березні 2017 року підписав контракт з клубом «Тернопіль».

## Досягнення
- Срібний призер Першої ліги України (1) : 2015
- Півфіналіст Кубка України (1) : 2014

У Канаді
- Переможець регулярного чемпіонату Канадської футбольної ліги (1): 2018
- Півфіналіст плей-офф Канадської футбольної ліги (1): 2018

## Статистика виступів
| Сезон     | Команда             | Турнір    | Матчі | Голи |
| --------- | ------------------- | --------- | ----- | ---- |
| 2011—2012 | Славутич (Черкаси)  | чемпіонат | 9     | 2    |
| 2012—2013 | Славутич (Черкаси)  | чемпіонат | 30    | 5    |
| 2012—2013 | Славутич (Черкаси)  | кубок     | 2     | 0    |
| 2013—2014 | Славутич (Черкаси)  | чемпіонат | 30    | 13   |
| 2013—2014 | Славутич (Черкаси)  | кубок     | 4     | 0    |
| 2014      | Славутич (Черкаси)  | чемпіонат | 11    | 1    |
| 2014      | Славутич (Черкаси)  | кубок     | 1     | 0    |
| 2015      | Сталь (Кам'янське)  | чемпіонат | 11    | 0    |
| 2015—2016 | Гірник (Кривий Ріг) | чемпіонат | 16    | 2    |
| 2015—2016 | Гірник (Кривий Ріг) | кубок     | 2     | 0    |
| 2016—2017 | Буковина (Чернівці) | чемпіонат | 11    | 3    |
| 2016—2017 | Буковина (Чернівці) | кубок     | 1     | 0    |
| 2016—2017 | ФК «Тернопіль»      | чемпіонат | 14    | 1    |